# Droge loofbossen van Madagaskar

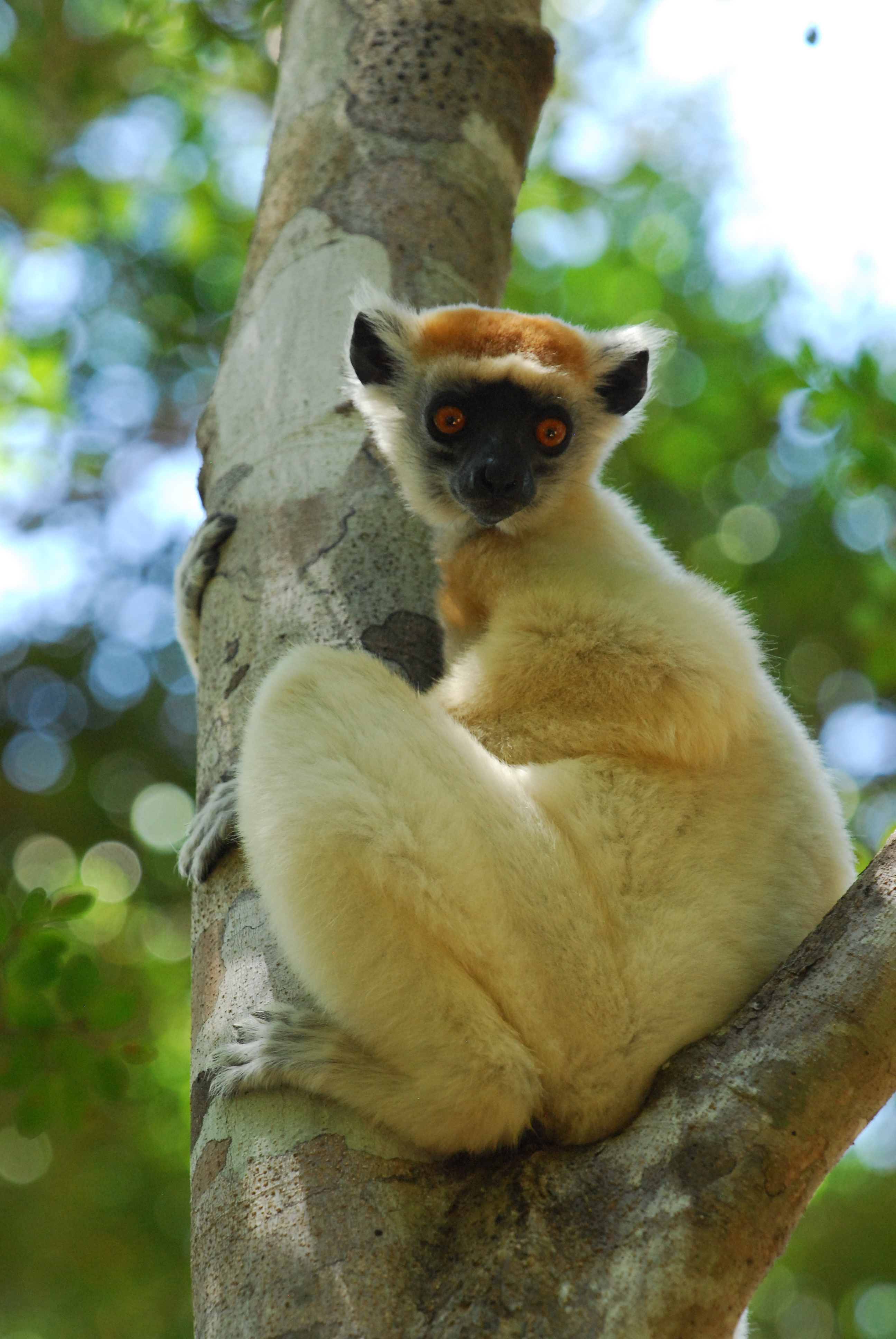
De goudkroonsifaka, een bedreigde diersoort

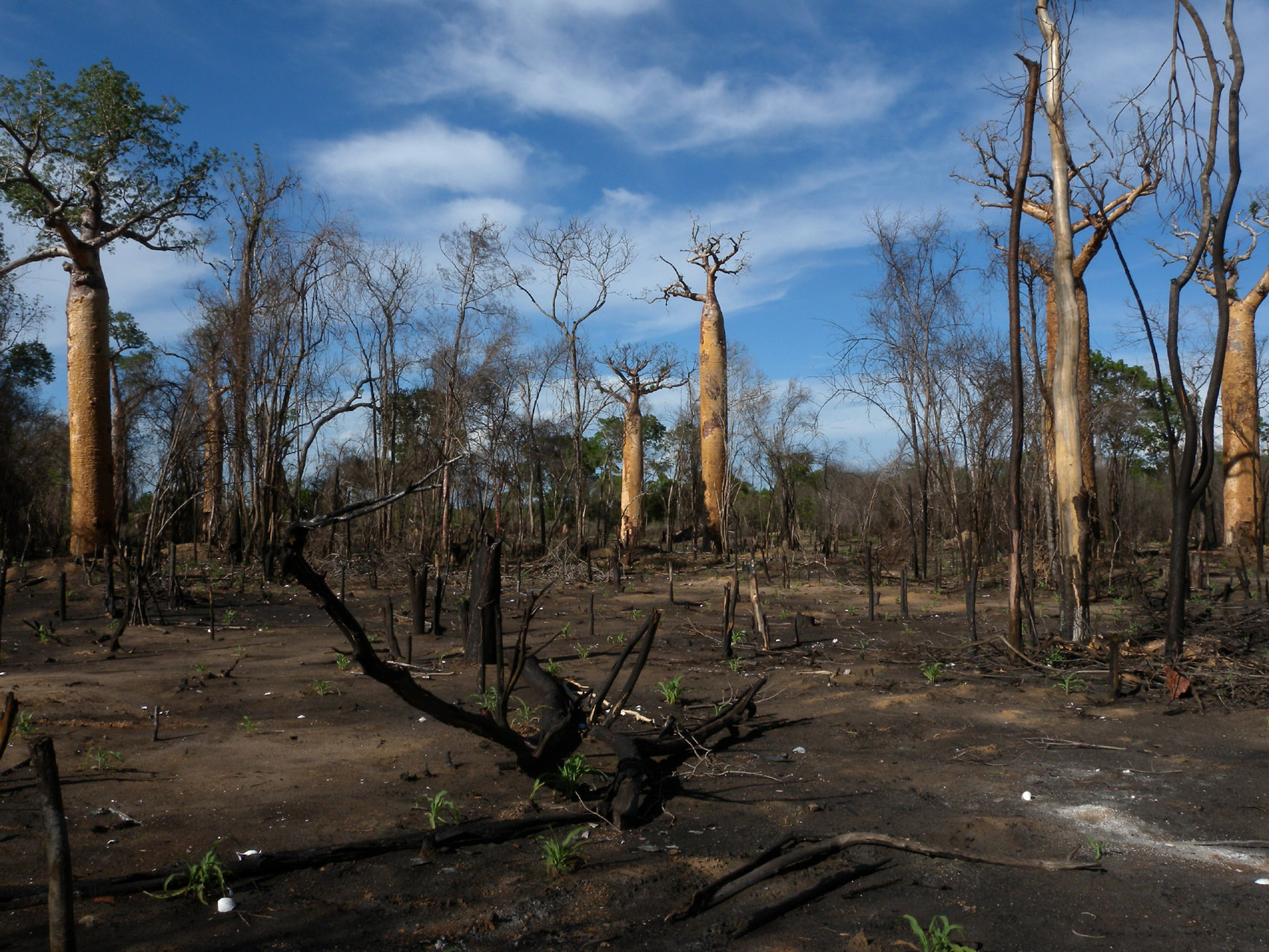
Het creëren van swidden door kappen en afbranden van bos

De droge loofbossen van Madagaskar vormen een WWF-ecoregio die bestaat uit tropische droge wouden voornamelijk gelegen in het westen van Madagaskar.
Deze ecoregio heeft een hoog aantal endemische planten en dieren en een grote ecologische waarde. De omgeving van het Manambolomatymeer is een thuis voor veel soorten inlandse vogels en vissen. In dit gebied bevinden zich ook karstlandschappen van kalksteen (tsingy genoemd) zoals het Tsingy de Bemaraha dat sinds 1990 op de Werelderfgoedlijst staat.

## Locatie
Er zijn twee aparte gebieden binnen de ecoregio. Het gebied ten westen van Madagaskar van het Ampasindavaschiereiland in het noorden tot Belon'i Tsiribihina en Maromandia in het zuiden, in de voormalige provincie Mahajanga en de noordelijke top van het eiland (met uitzondering van de hogere delen van het Nationaal park Montagne d'Ambre).

## Klimaat
Er heerst een tropisch klimaat met temperaturen in de zomer boven de 30 °C. Van oktober tot april is het regenseizoen maar er valt minder regen dan in de regenwouden in het oosten van Madagaskar.

## Flora
Zoals overal in Madagaskar bevinden zich een groot aantal soorten in deze regio, hoewel het totale aantal soorten minder is dan in de oostelijk gelegen regenwouden. De bomen hebben zich aangepast aan het droger klimaat door bladverlies in de winter (mei tot september) om de evapotranspiratie te beperken. In de droge loofbossen vindt men ook diverse soorten Pachypodium, die kunnen uitgroeien tot struiken of bomen. Sommige boomsoorten zoals de baobabs en de Pachypodium kunnen een heleboel water opslaan in hun stam.

## Fauna
Veel van de specifieke soorten zoogdieren van Madagaskar zijn hier te vinden, een aantal lemuren zoals de Vetstaartkatmaki, vijf soorten sifaka's, drie soorten wezelmaki's en vijf soorten muismaki's. Onder hen zijn een aantal bedreigde diersoorten zoals de goudkroonsifaka, Propithecus perrieri en de Lambertonmadagascarrat alsook de Mongozmaki, de goudbruine muismaki, de kleine dwergmuismaki, de Milne-Edwards wezelmaki en de grote grootpooteilandmuis. De droge loofbossen zijn ook de habitat van Madagaskar 's grootste roofdier, de fretkat en van de Madagaskarschildpad. Aan de meren en rivieren van de droge loofbossen leven de meeste van Madagaskar 's vogelsoorten.

## Bedreiging
Het gebied wordt geteisterd door het grootschalig kappen van de bomen voor de landbouw en is daardoor door het WWF aangeduid als een Global 200 Ecoregion. Door overbegrazing, ontbossing en het creëren van swidden (door middel van kappen en afbranden van de bossen) worden veel van de endemische diersoorten bedreigd.

## Specifieke gebieden

### Natuurreservaat Ankarana
Het natuurreservaat Ankarana is een nationaal park dat beheerd wordt door Madagascar National Parks. Het Ankaranamassief bestaat uit karstlandschappen van kalksteen. De vele kalksteengrotten en de ongerepte bossen bieden onderdak aan diverse diersoorten. Waar de grotten ingestort zijn, ontstonden beboste kloven waar in veel gevallen ook rivieren door stromen. Het Ankaranareservaat is het meest noordelijke van de droge loofbossen en daarom ook zeer warm van december tot maart. Onderaan het massief bevinden zich grasvlakten die zich uitstrekken tot de Indische Oceaan. In het hoger gelegen gebied van de tsingy-formaties ligt het meer Lac Vert.

#### Fauna
Het natuurreservaat biedt onderdak aan heel wat endemische soorten.
Zoogdieren in het bos zijn onder andere de fretkat, de fanaloka, de noordelijke ringstaartmaki en verschillende soorten vleermuizen. Onder de lemuren treft men de kroonmaki, de noordelijke wezelmaki, de dwergmuismaki en de Sanfords maki aan.
Er zijn talrijke madagaskardaggekko's en andere endemische reptielen zoals Acrantophis madagascariensis, de kleine tapijtkameleon en Oustalets reuzenkameleon, 's werelds grootste kameleon die tot 68 centimeter lang kan worden.
Onder de endemische vogelsoorten zijn verschillende vanga's zoals de haaksnavelvanga, Van Dams vanga, de rosse vanga en de sikkelvanga. De madagaskardwergijsvogel, de kuifibis, verschillende coua's (kuifcoua, roestkopcoua en Coquerels coua), de witborststeltral, de grote vasa-papegaai en de Madagaskarpapegaaiduif worden hier aangetroffen. Verscheidene inheemse roofvogels die vaak gezien worden zijn de holenkiekendief en de westelijke madagaskardwergooruil. Een bedreigde soort, de Madagaskarzeearend heeft in het reservaat een aantal broedparen.

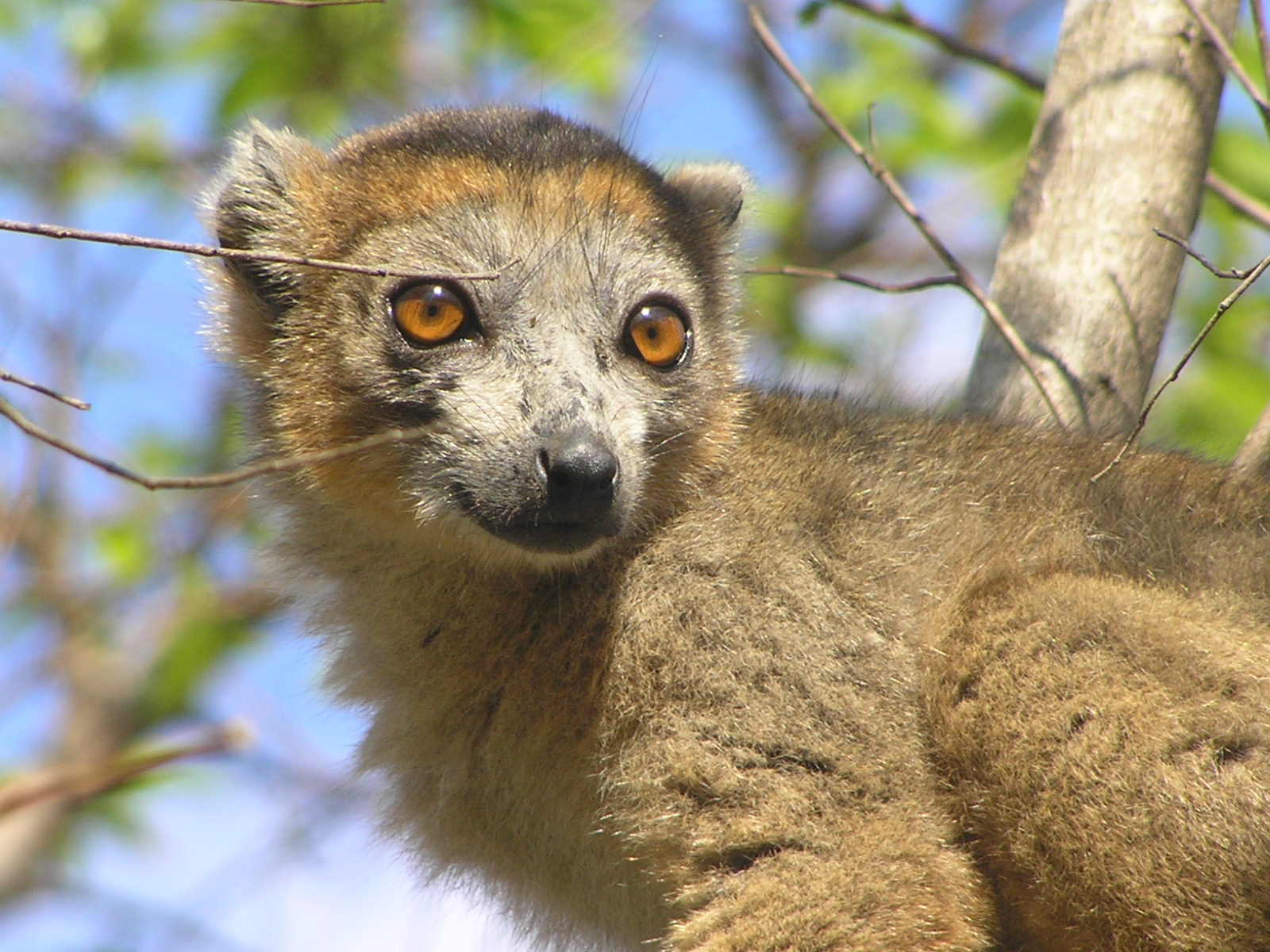
Kroonmaki
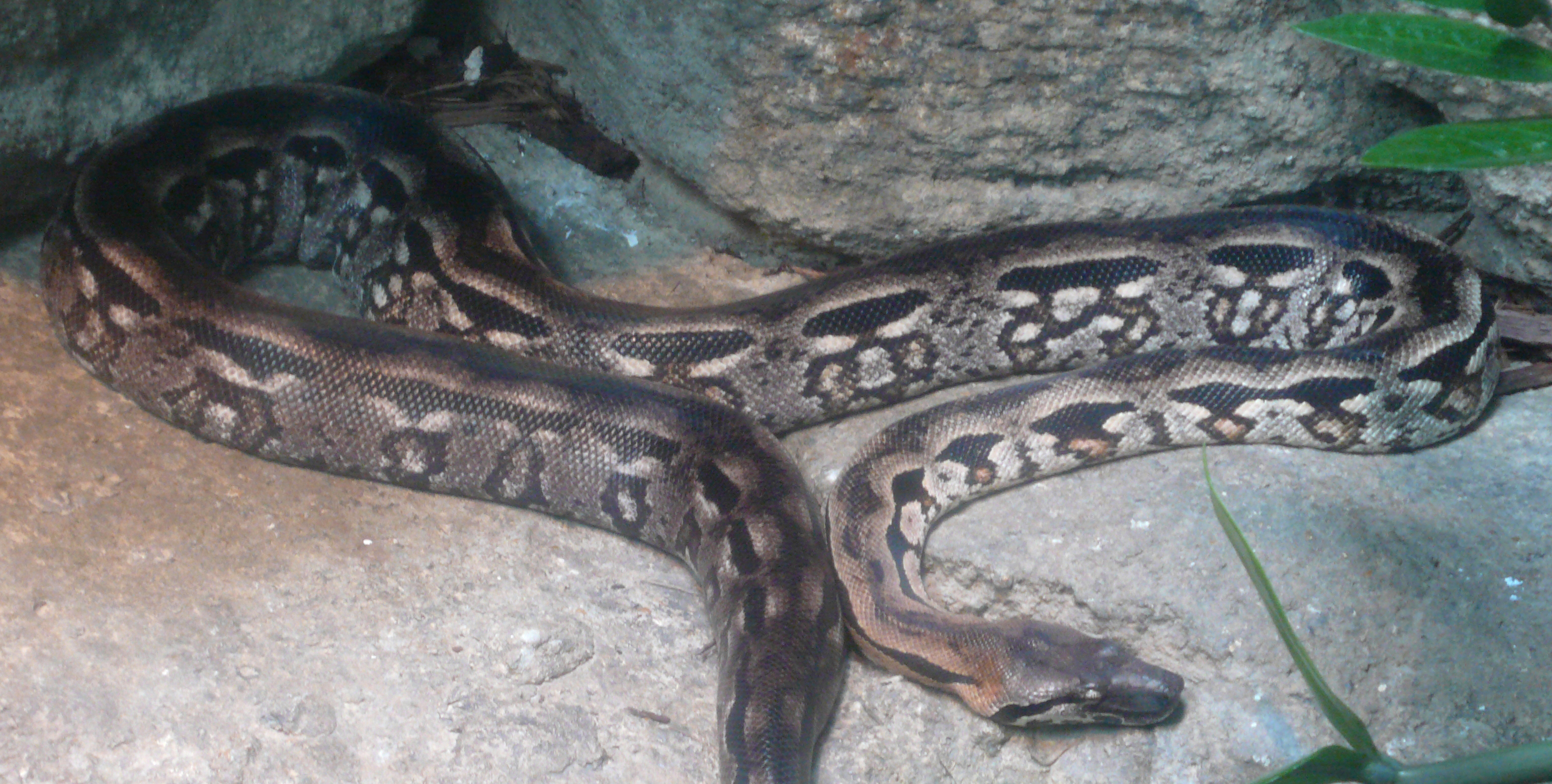
Boa madagascariensis
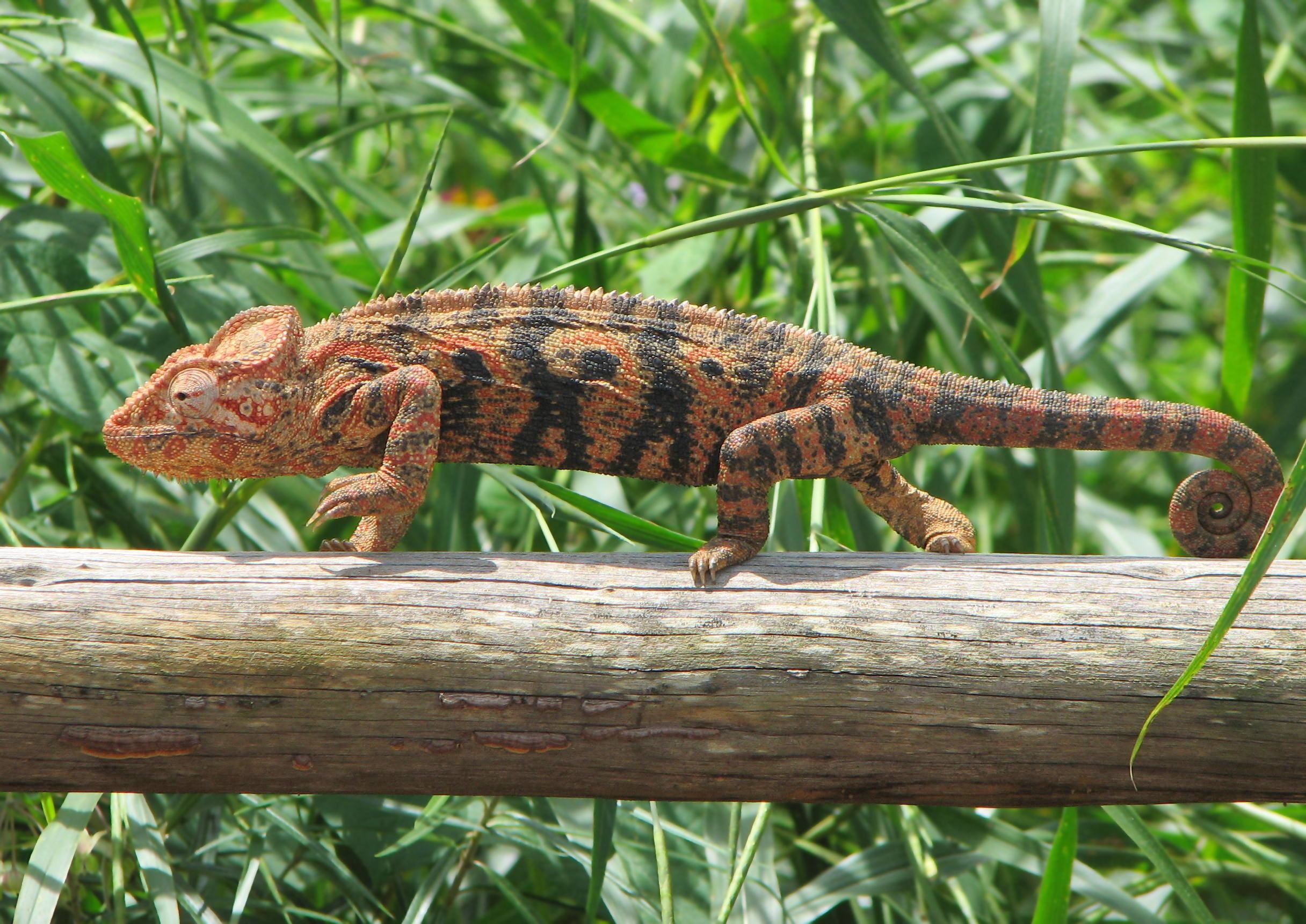
Oustalets reuzenkameleon
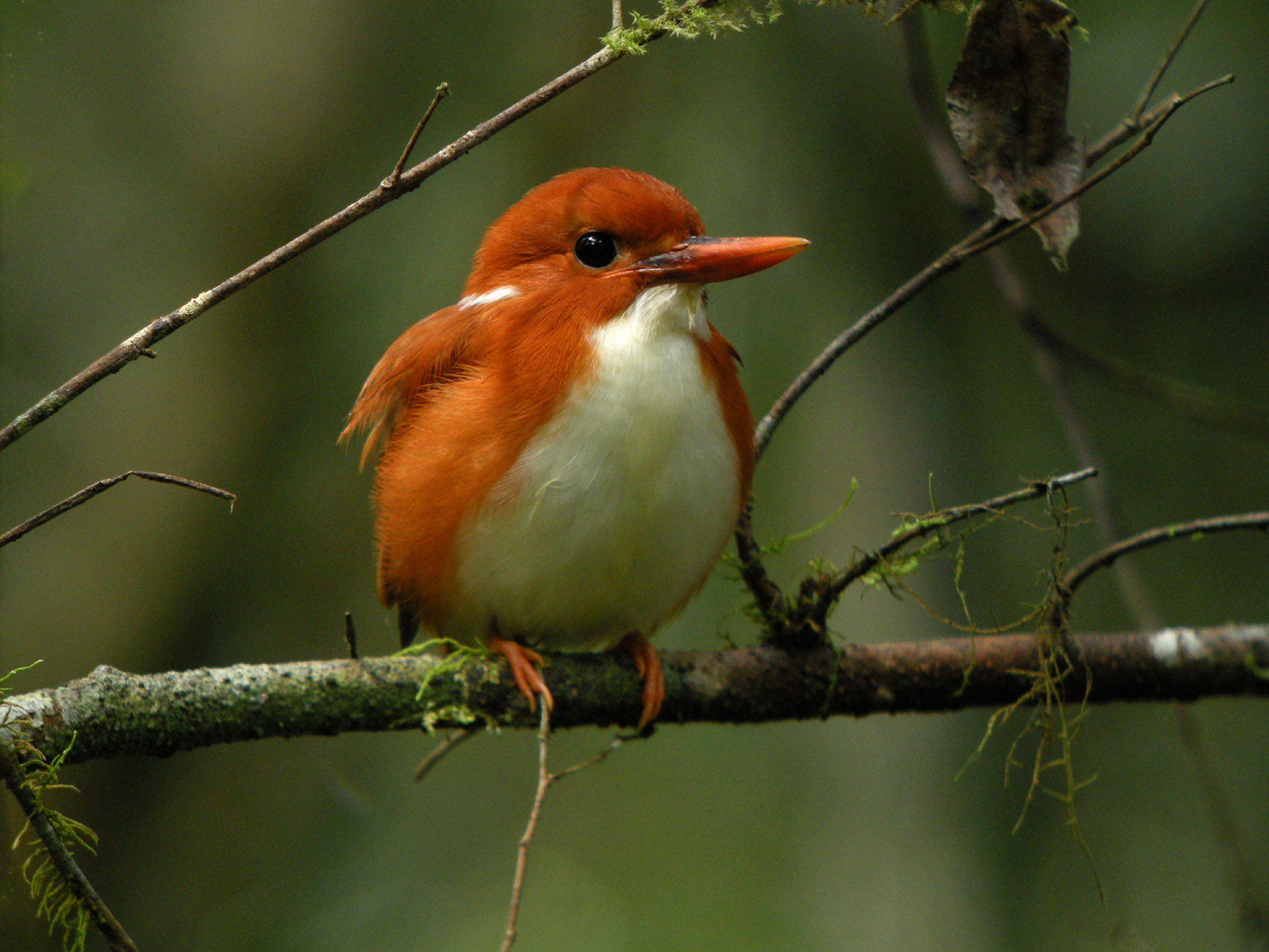
Madagaskardwergijsvogel
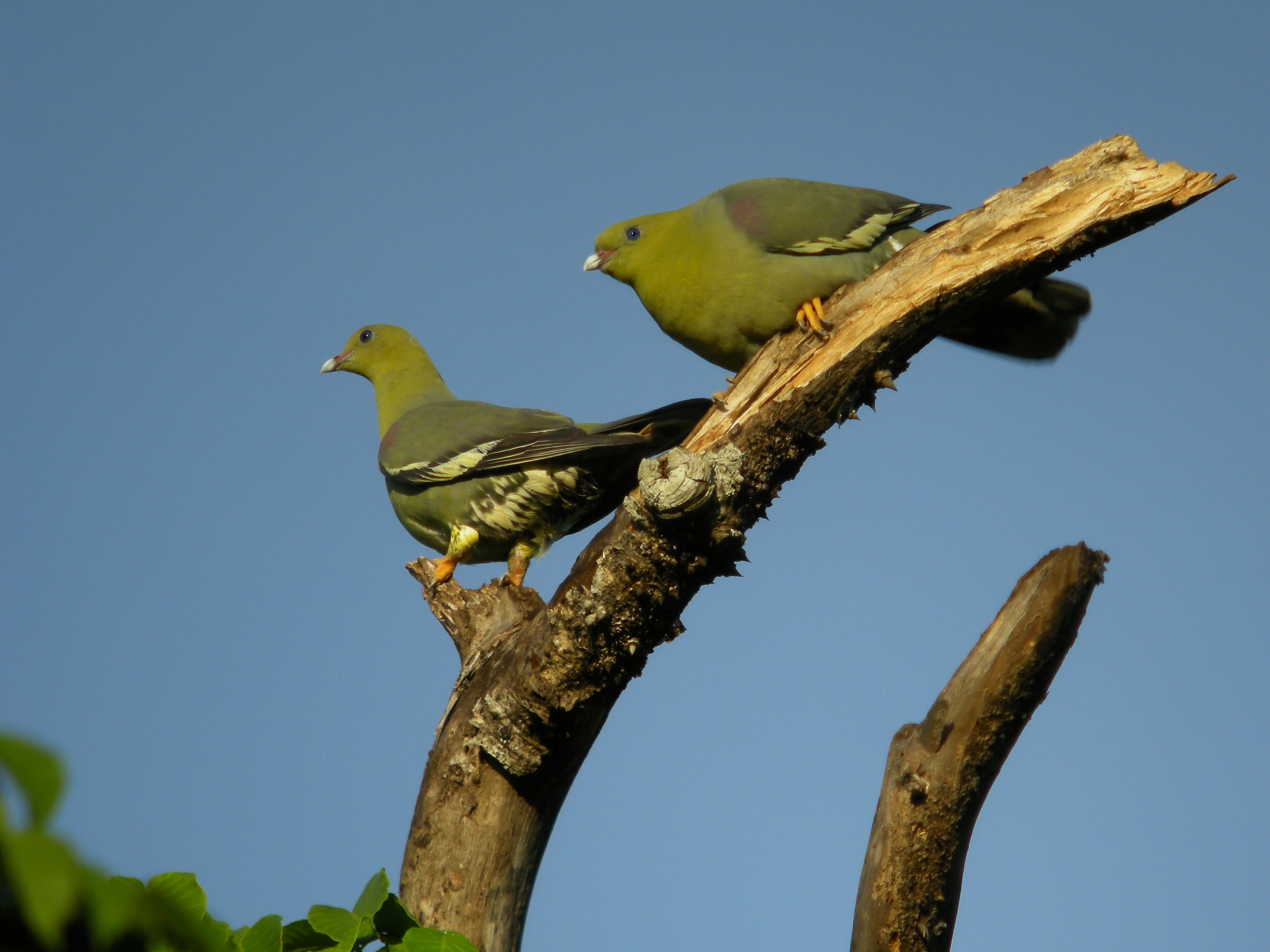
Madagaskarpapegaaiduif
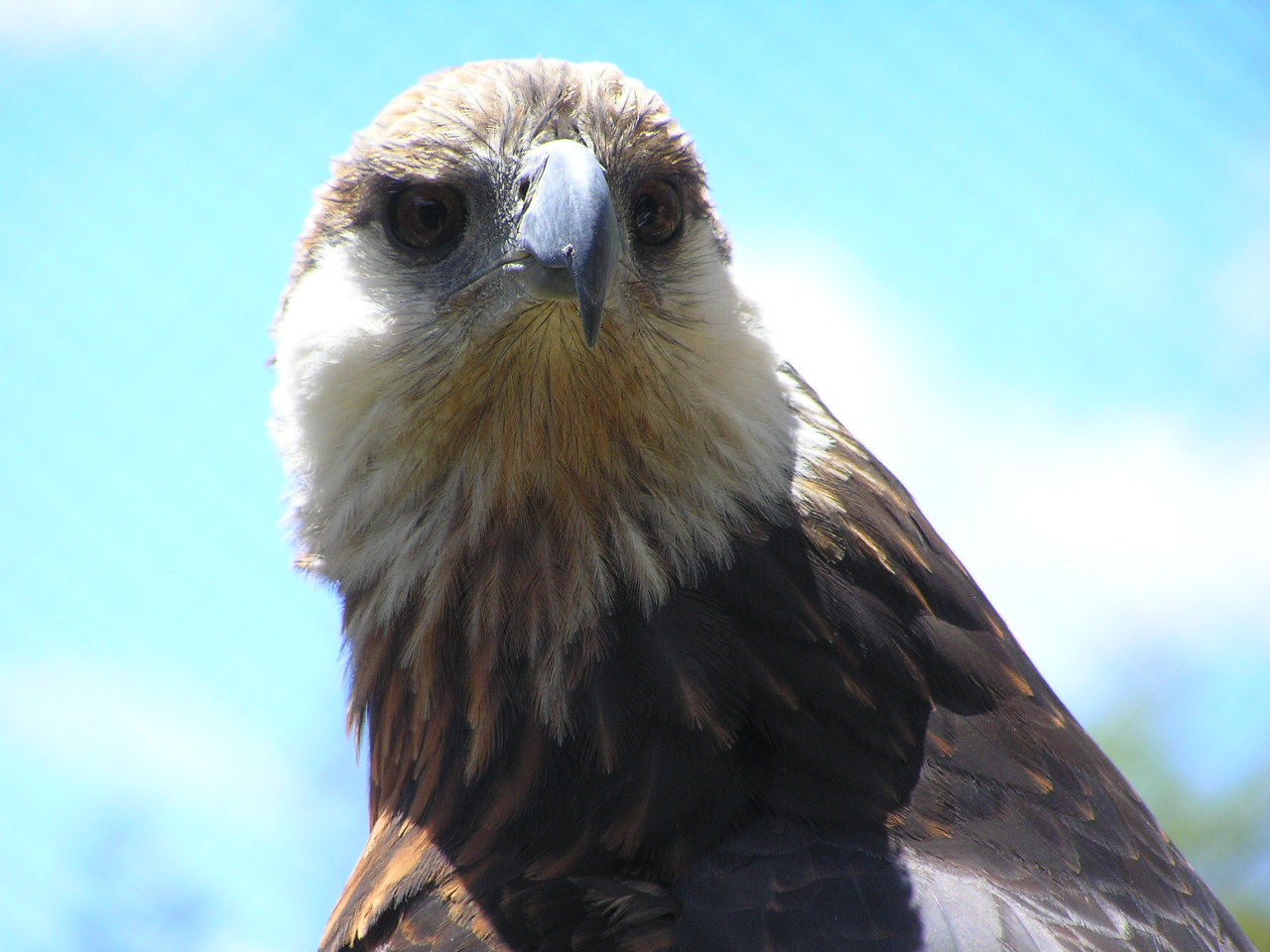
Madagaskarzeearend

### Anjajavywoud(Anjajavy Forest)
Het Anjajavywoud is een “laagland” droog loofbos in het noordwesten van Madagaskar. De bossen zijn doorspekt met kalksteen rotsformaties. De hoogte van het bladerdak varieert van 15 tot 25 meter en is op zijn laagst aan de kust, waar de groei geremd wordt door de zoute rotsachtige bodem. Het bos bevindt zich op een schiereiland in de Indische oceaan, begrensd in het noorden en een gedeelte van het oosten door de baai van Narinda en in het zuiden door de baai van Mahajamba. Verscheidene boomsoorten zijn in staat wortel te schieten in de kalkrotsen. De baobab en tamarinde behoren tot de hoogste boomsoorten in het bos. Gezien de lagere neerslag aan de westkust (ongeveer 130 cm per jaar in het Anjajavywoud) is de vegetatie groen in het begin van het droge seizoen maar bladerloos in de winter. Het bos is vernoemd naar de jajavyboom, endemisch enkel in het bos zelf in een straal van vijf kilometer van het dorp Anjajavy. Net zoals in de andere droge loofbossen leven hier ook een groot aantal endemische lemuren, sifaka's, muismaki's, coua's, kameleons, hagedissen en slagen. De Madagaskarzeearend heeft ook hier een aantal broedplaatsen. Het bos wordt doorsneden met mangroves waarbij moerasachtige oeverzones ontstaan, een biotoop voor verscheidene diersoorten, verschillend van het droge bosgebied. Op verschillende plaatsen aan de kust waar de rivieren in de oceaan vloeien ontstonden estuaria, brakwatergebieden waar specifieke fauna en flora te vinden is.

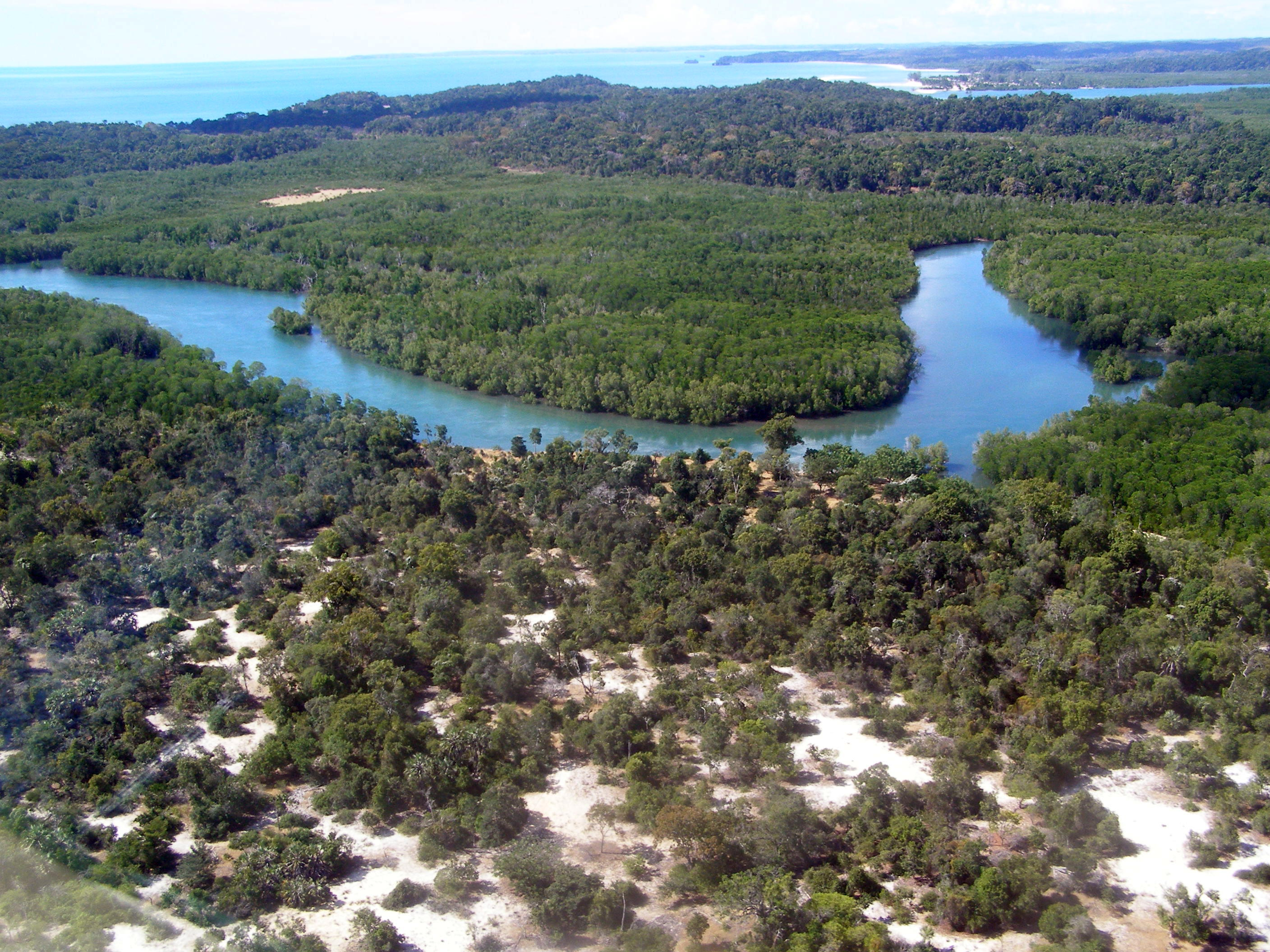
Luchtfoto van een gedeelte van het Anjajavywoud
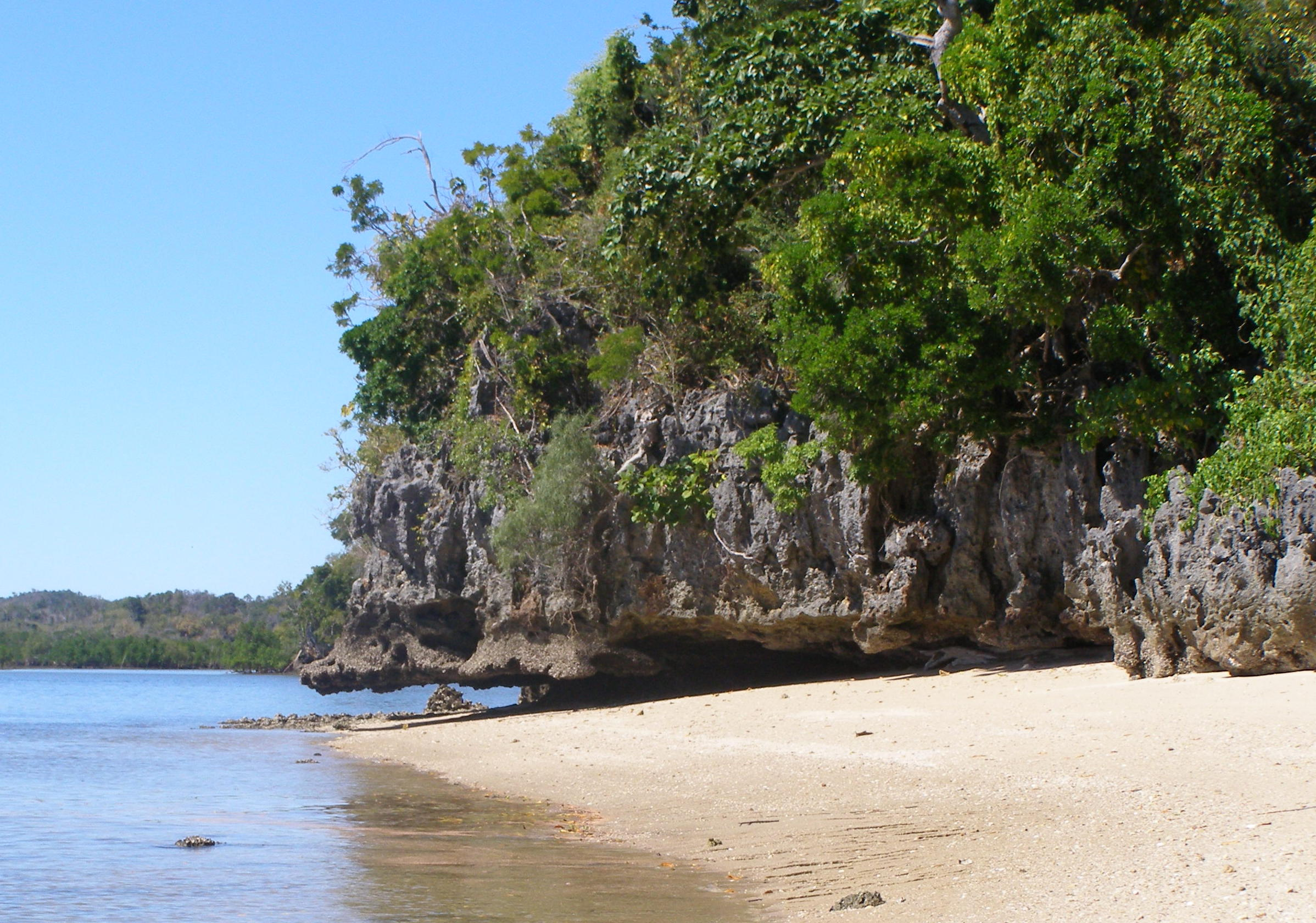
Tsingy-formaties van het Anjajavywoud aan de Indische oceaan
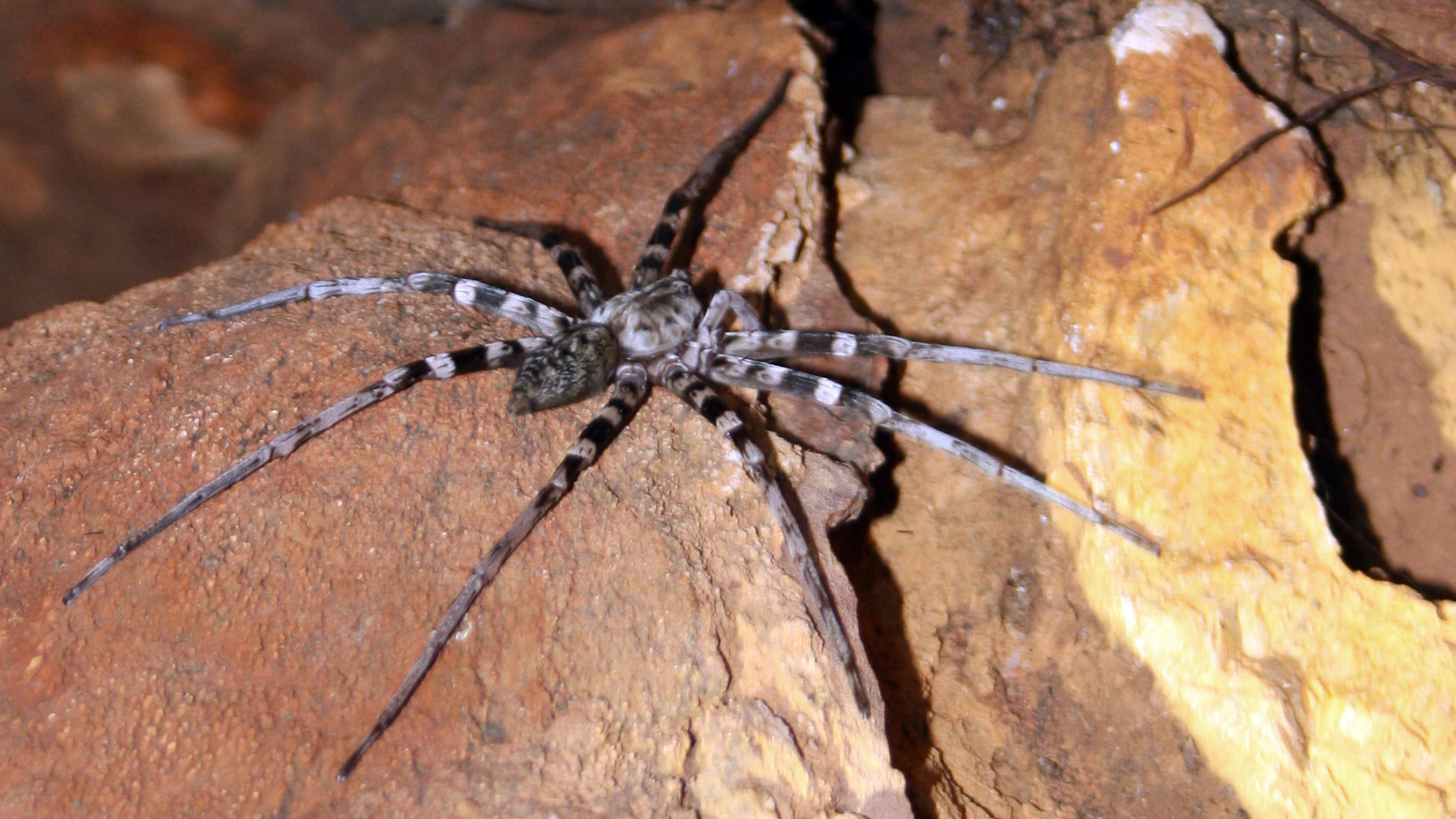
De spin Viridasius fasciatus in het Anjajavywoud

### Kirindywoud(Kirindy Forest)
Het Kirindywoud (Kirindy Forest) is een natuurgebied van ongeveer 100 km² in het zuidwesten van Madagaskar, in de provincie Toliara. Kirindy Forest bevindt zich op 40 km ten noordoosten van Morondava. Het hoort niet bij de "Madagaskar National Parks", maar is in private handen. Het bos werd eerder gebruikt voor experimentele duurzame houtkap. Daardoor zijn er geen onuitwisbare littekens achtergelaten in deze regio. Het bladerdak heeft op de meeste plaatsen een hoogte van 14 meter, maar aan de oeverzones kan dit bijna drievoudig zijn.

#### Flora
In het woud zijn drie verschillende soorten baobabs te vinden, namelijk Adansonia grandidieri, Adansonia rubrostipa en Adansonia za.

#### Fauna
Dit is het enige gebied waar de Madagaskarreuzenrat, een bedreigde diersoort, wordt aangetroffen. Deze rat kan springen als een kleine kangoeroe maar werd ook opgemerkt lopend op zijn vier poten. Er zijn een aantal nachtlevende lemuren in het bos zoals de roodstaartwezelmaki, een aantal dwergmuismaki's, de Phaner pallescens, de coquereldwergmaki, de kleine dwergmuismaki en de vetstaartkatmaki. Andere zoogdieren: de fretkat, de smalstreepmangoest, de Verreauxsifaka, de gewone tenrek en de grote egeltenrek.
De lokale reptielen die men aantreft zijn onder andere Madagaskargekko's, de Boa madagascariensis, Eulemur rufifrons, Furcifer labordi en de Kapidolo (lokale benaming die geestschildpad betekent).

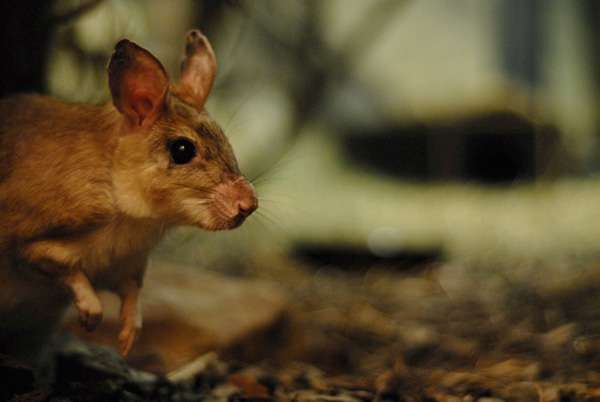
Madagaskarreuzenrat
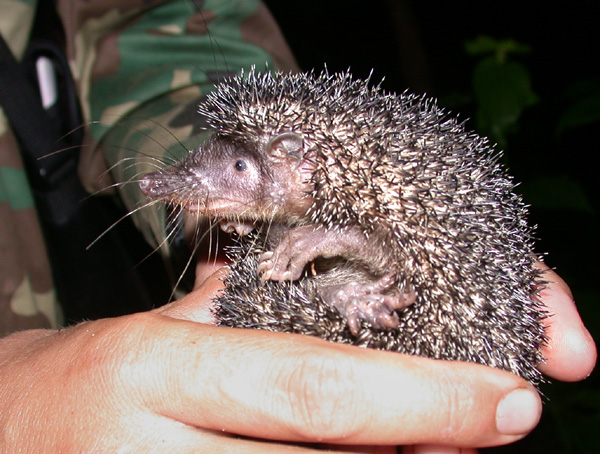
Grote egeltenrek
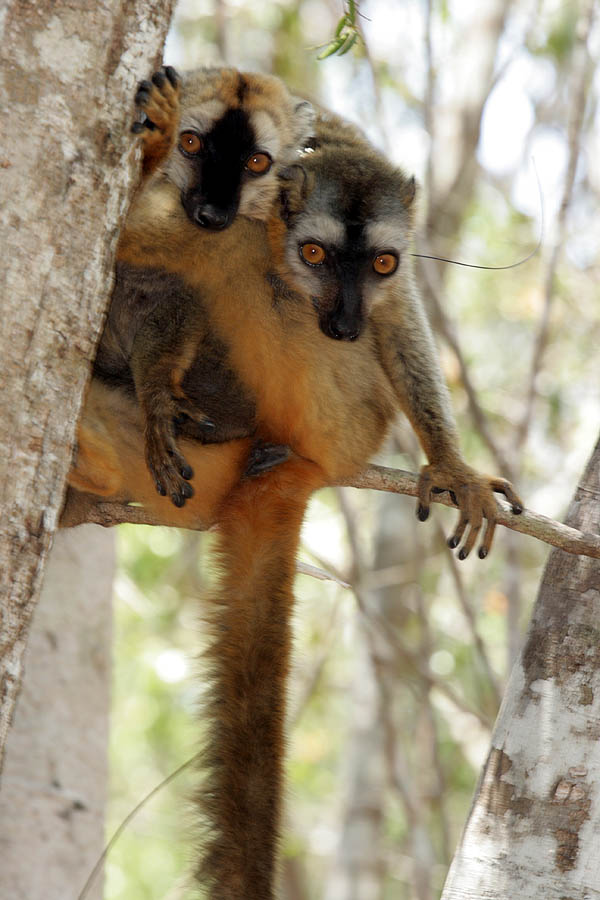
Eulemur rufifrons
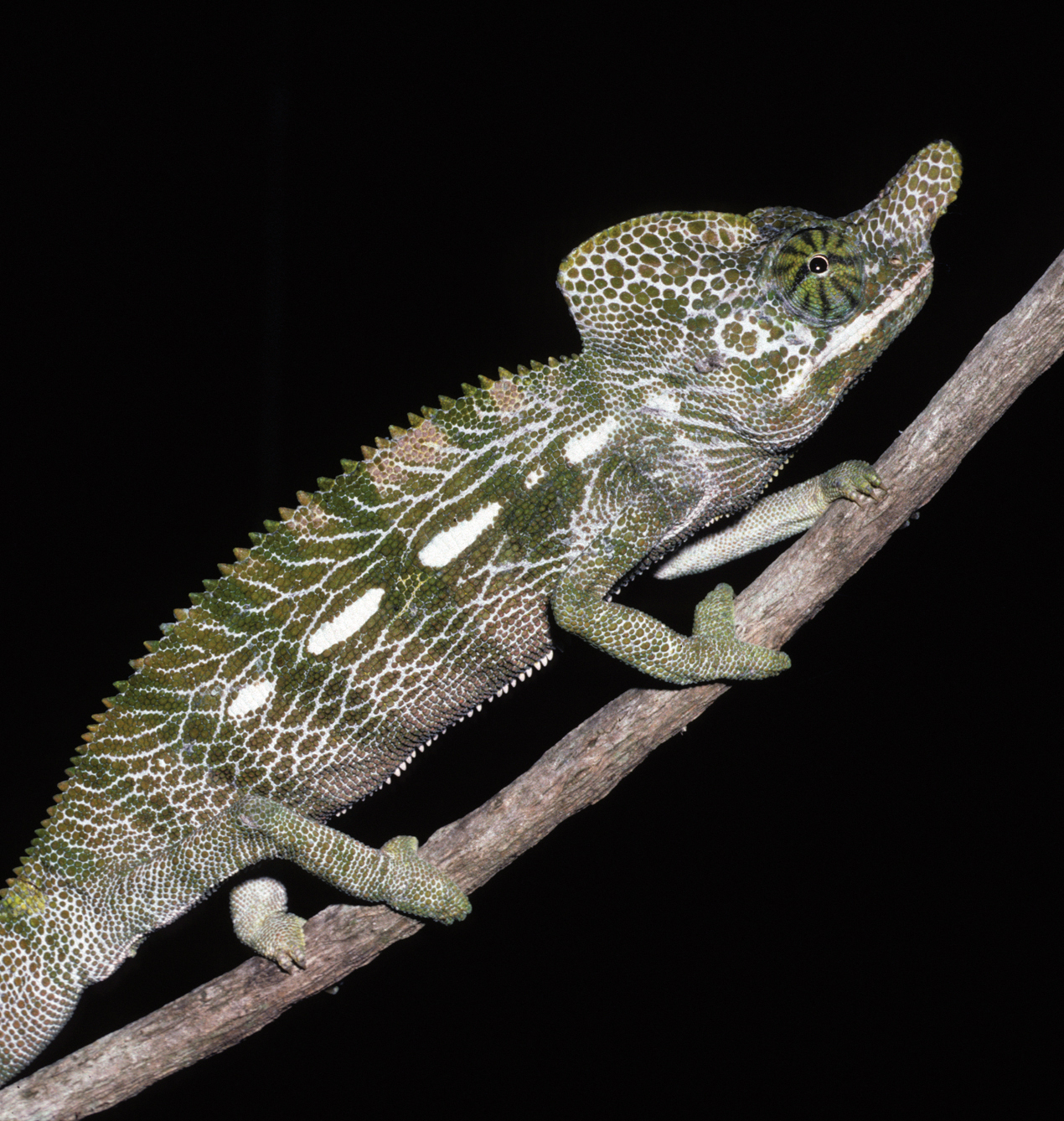
Furcifer labordi
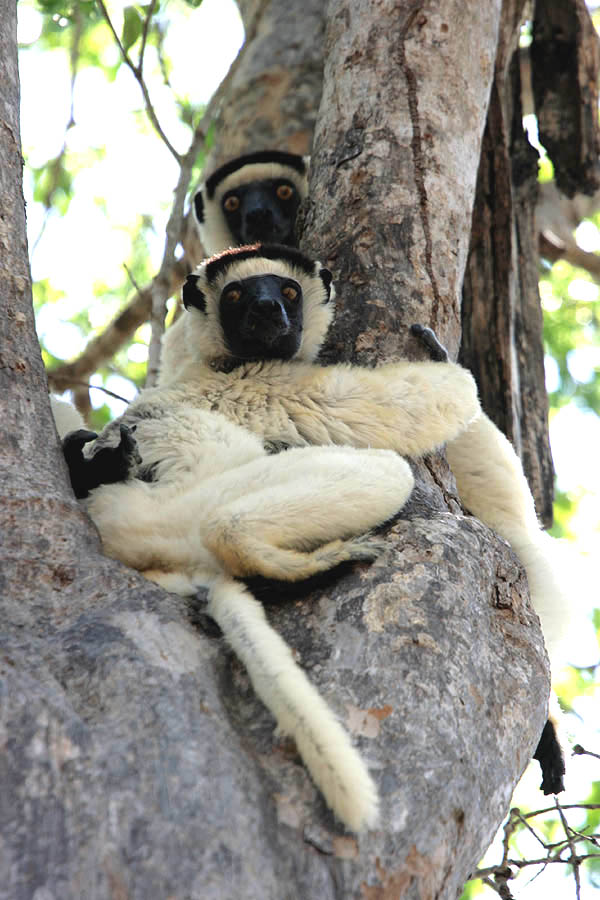
Verreauxsifaka's